# Buque portaglobos

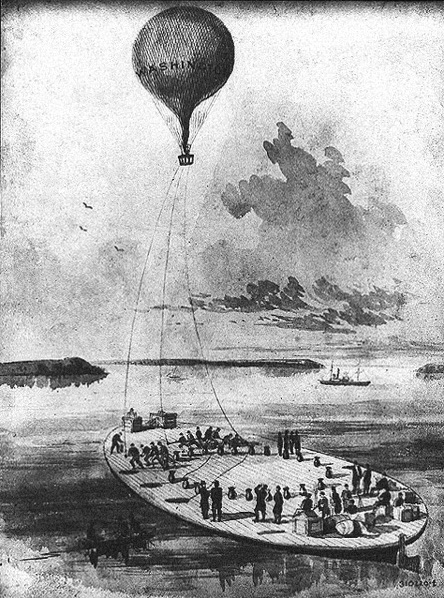
La Armada de la Unión lanzando el globo Washington a bordo del buque George Washington.

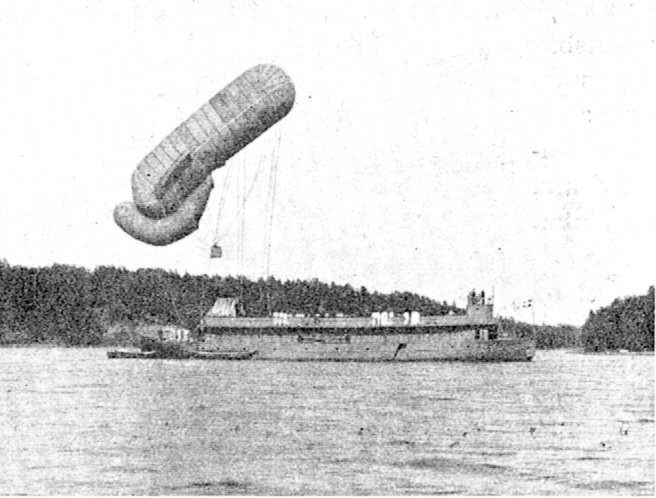
Buque sueco desplegando un globo aeroestático.

Un buque portaglobos, o sencillamente portaglobos, es una nave capaz de cargar y hacer despegar un globo aerostático, usualmente unida al barco mediante una cuerda o cable, y que se usa generalmente para la observación. Durante la segunda mitad del siglo XIX y el principio del siglo XX, esto barcos se construían para conseguir el punto de vista más alejado posible de las aguas que lo rodeaban. Después de varios experimentos, esta clase de buques empezaron a formalizarse pero fueron rápidamente desplazados por los incipientes portaaviones y los portahidroaviones al principio de la Primera Guerra Mundial.

## Historia
El primer uso conocido de un globo usado desde un barco data del 12 de julio de 1849, cuando el barco de la Armada Austríaca llamado Vulcano desplegó un globo de aire caliente para dejar caer bombas sobre Venecia, aunque el intento fracasó debido a vientos contrarios. Más tarde, durante la Guerra de Secesión, durante la Campaña de Península, globos rellenos de gas fueron utilizados para realizar un reconocimiento de los puestos de avanzada de los Confederados. Una vez que las batallas se empezaron a realizar dentro de los densos bosques de Virginia los barcos portaglobos se desplegaron por los ríos. El George Washington Parke Custis tenía una cubierta despejada para facilitar el despegue y también acomodaba un generador de gas y aparatos de mantenimiento para los globos. Desde este barco, el profesor Thaddeus S. C. Lowe, jefe aeronáutico del Cuerpo de Globos del Ejército de la Unión, realizó la primera ascensión sobre el río Potomac y telegrafió con éxito su aventura. Otras barcazas fueron convertidas para ayudar a los globs militares a ser transportados por los canales hacia el este. Ninguno de estos barcos usados en esta guerra navegó en mares abiertos.
Durante la Primera Guerra Mundial los buques portaglobos fueron utilizados por las armadas de Gran Bretaña, Francia, Alemania, Italia, Rusia y Suecia. Aproximadamente 10 buques portaglobos fueron construidos con el principal objetivo de servir de puntos de observación aérea. Estos buques fueron finalmente desguazados o convertidos en portaaviones después de la guerra.